# Leptodesmus oxapus
Leptodesmus oxapus är en mångfotingart som beskrevs av Chamberlin 1955. Leptodesmus oxapus ingår i släktet Leptodesmus och familjen Chelodesmidae. Inga underarter finns listade i Catalogue of Life.